# طالبی
طالبی (انگلیسی: Honeydew melon) نام یکی از میوه‌های تابستانی است. میوه طالبی شیرین و آبدار است؛ با پوستی کم رنگ و میوه سبز رنگ و شیرین. ریشه آن در کشور فرانسه و الجزایر است.

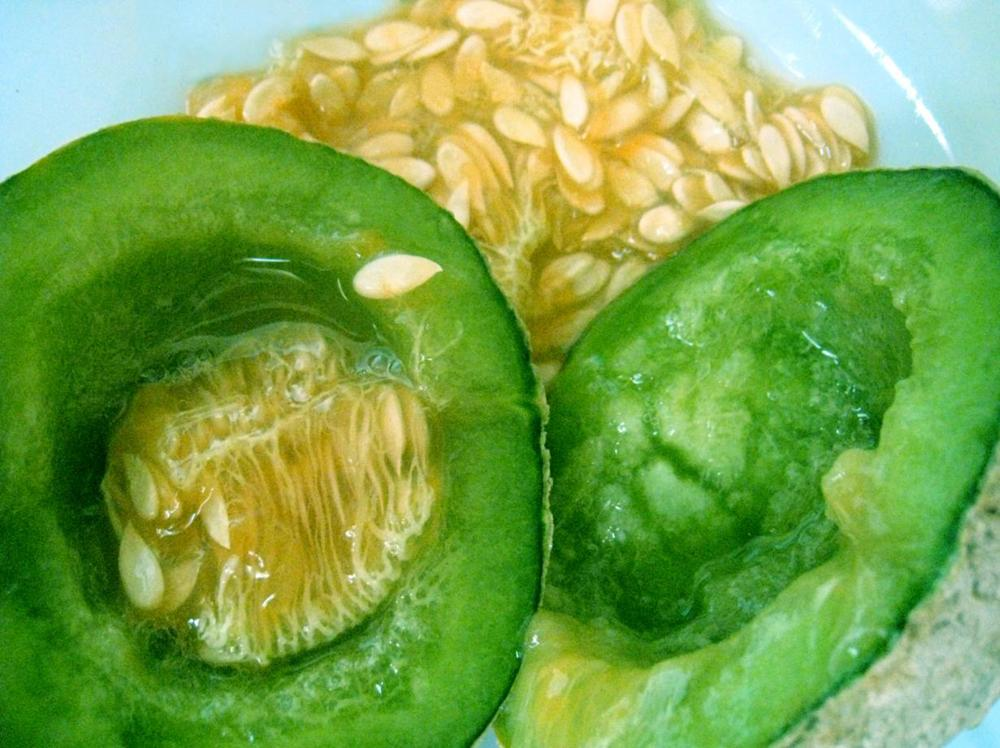
طالبی مناطق بومی ایران.

## انتخاب طالبی

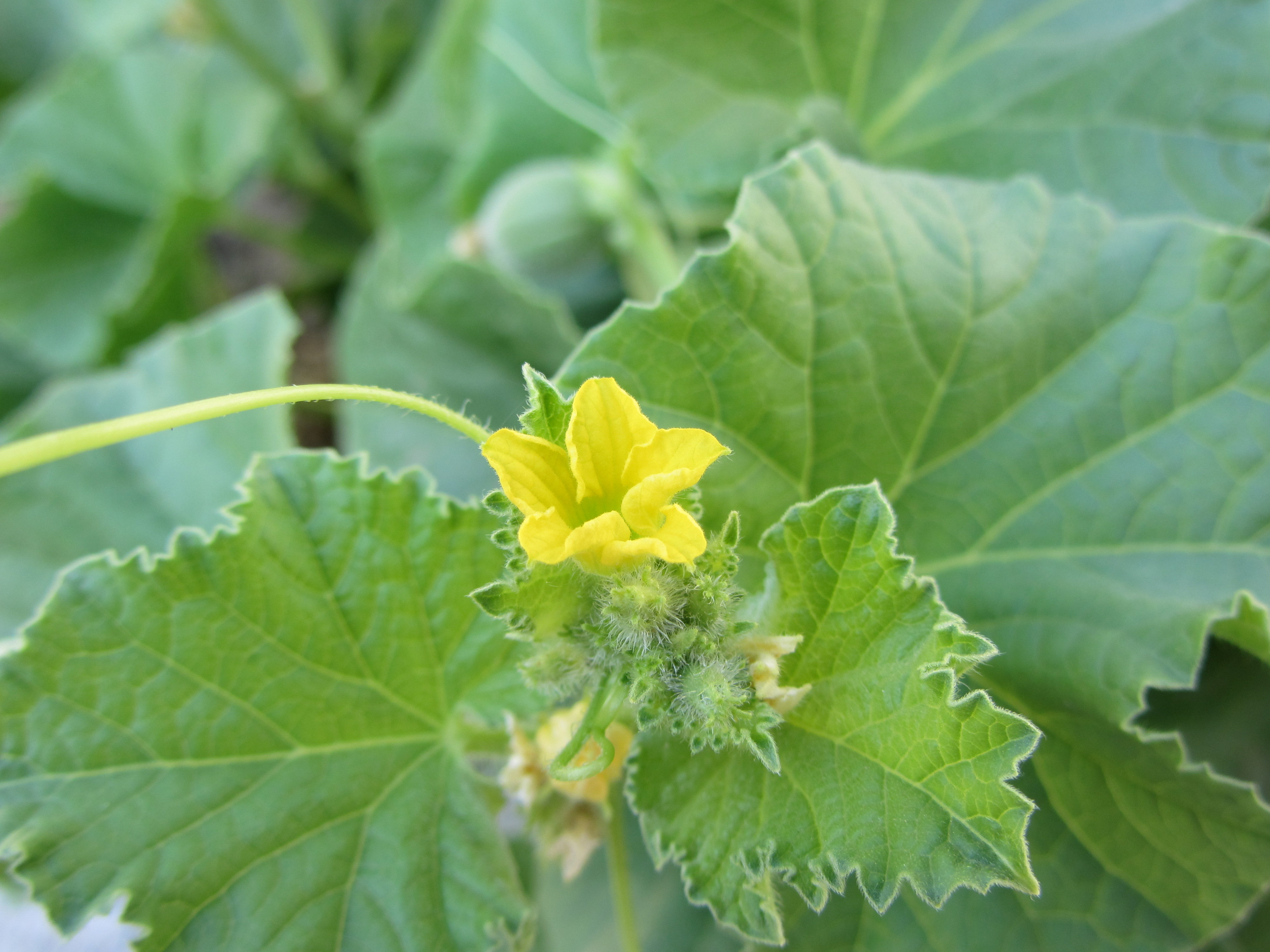
یک بوتهٔ طالبی در اصفهان

طالبی نارس

برای خرید یک طالبی خوب و رسیده، با کف دست به آن ضربه بزنید باید یک صدای تو خالی داشته باشد. وقتی آن را در دست می‌گیرید باید نسبت به اندازه اش سنگین به نظر برسد و هیچ نقطه له شدگی یا نرم شدگی نداشته باشد. پوست آن باید به رنگ کرم یا زرد مایل شده باشد (رنگ سبزپوست نشانه کال بودن آن است). محل اتصال آن به ساقه باید کمی نرم باشد و باقی‌مانده ساقه باید به راحتی کنده شود. یکی دیگر از نشانه‌های رسیده بودن طالبی بوی ملایم شیرینی است که از پوست آن به مشام می‌رسد. و در ایران از مهم‌ترین مراکز کشت طالبی می‌توان به شهرستانهای ورامین، دامغان، ساوه و اصفهان اشاره کرد.

## احتیاط لازم در مصرف طالبی
1. کسانی که بیماری قند دارند باید در خوردن طالبی جانب احتیاط را رعایت کنند یا آن را مصرف نکنند.
2. کسانی که ورم معده دارند، نباید در مصرف طالبی زیاده روی کنند.